# Ar-Rum
Ar-Rûm (arabe : سُورَةُ ٱلرُّومِ, français : Les Romains) est le nom traditionnellement donné à la 30e sourate du Coran, le livre sacré de l'islam. Elle comporte 60 versets. Rédigée en arabe comme l'ensemble de l'œuvre religieuse, elle fut proclamée, selon la tradition musulmane, durant la période mecquoise.

## Origine du nom
Le titre de la sourate provient du verset 2. Al-Rûm désigne généralement les Byzantins. Jan Van Reeth nuance cette interprétation hâtive, le terme arabe provenant du syriaque et désignant aussi simplement les soldats (puisqu'aux yeux des Syriens les soldats sont identifiés aux Byzantins, qui contrôlent la région).

## Historique
Il n'existe à ce jour pas de sources ou documents historiques permettant de s'assurer de l'ordre chronologique des sourates du Coran. Néanmoins, selon une chronologie musulmane attribuée à Ǧaʿfar al-Ṣādiq (VIIIe siècle) et largement diffusée en 1924 sous l’autorité d’al-Azhar,, cette sourate occupe la 84e place. Elle aurait été proclamée pendant la période mecquoise, c'est-à-dire schématiquement durant la première partie de l'histoire de Mahomet avant de quitter La Mecque. Contestée dès le XIXe par des recherches universitaires, cette chronologie a été revue par Nöldeke,, pour qui cette sourate est la 74e.
Selon Neuwirth, cette sourate daterait de la troisième période mecquoise. Cet avis est suivi par Bell qui y voit aussi de nombreuses additions médinoises. Néanmoins, cette sourate posant un problème textuel important, lui-même nuance sa position. En effet, les premiers versets s’expliquent davantage dans un contexte plus tardif. Ceux-ci semblent, en outre, pour des raisons stylistiques, une addition tardive. L’attribution à la période mecquoise est donc vaine. Une étude plus approfondie du texte permet de mieux mettre en valeur certaines révisions tardives et les influences nombreuses (syriaque, biblique...).

## Interprétations
Cette sourate appartient au groupe des sourates 27 à 36 qui se trouvent presque au milieu du Coran. Hétérogène, en particulier en raison de leur style concis et allusif, cet ensemble se compose principalement d’histoire de prophètes et de prescription en lien avec les fins dernières. Elles ne sont pourtant qu’allusives, ce qui appuie l’hypothèse selon laquelle le Coran est construit comme un commentaire midrashique de textes bibliques connus de la communauté recevant cet enseignement.

### Versets 1–7: la défaite des Romains
Dye considère cette sourate comme « extrêmement ambigu[e] ». Comme « il n’existe pas de tradition orale fiable et ininterrompue qui [...] garantirait l’exactitude » de l’ajout des voyelles sur le rasm consonantique, Dye le remet en question. L’aspect des verbes dans leur composante consonantique ne permet de savoir s’il s’agit d’un texte qui se veut prophétique, d’une malédiction (point de vue de Kropp) ou d’un simple encouragement. Dye se dit tenté de suivre la première hypothèse et de dater la rédaction d’après 629. Pregill s’interroge sur l’évènement historique qui pourrait être évoqué dans la sourate, plusieurs étant en contradictions avec le récit traditionnel des débuts de l’islam.
Tesei, qui place un terminus post quem en 628 pour la rédaction de ce texte fait une comparaison avec l’Histoire de Maurice de Théophylacte Simocatta (daté du règne d’Héraclius). Ce texte, comme d’autres de cette période, donne aussi une dimension eschatologique à la victoire romaine. Dye et Hawting associent les réjouissances de « croyants » à une espérance eschatologique.
Imbert relève qu’un graffiti coranique trouvé à Gabal ‘Usays (Syrie) est décontextualisé et s’interroge sur le sens de cette réjouissance. Hawting se demande si la mention de la défaite byzantine « dans le pays proche »(traduction approximative) pourrait nous renseigner sur l’origine géographique des matériaux intégré au Coran. Cependant, le verset 3 mentionnant la situation géographique de la bataille est le suivant : "...فِىٓ أَدْنَى ٱلْأَرْضِ" . Qu'on peut traduire par le point le plus bas de la Terre. C'est-à-dire, la mer morte.

Texte de la sourate (Coran datant de 1874)
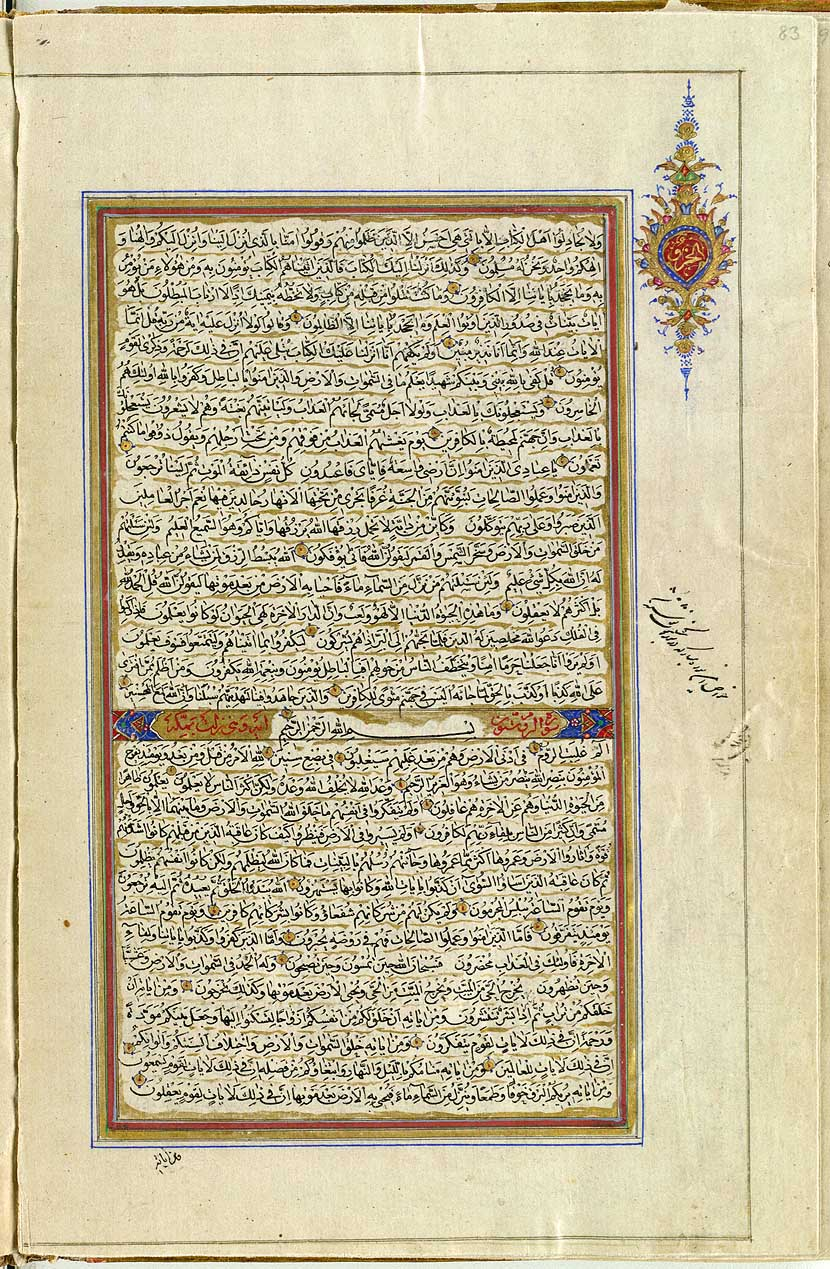
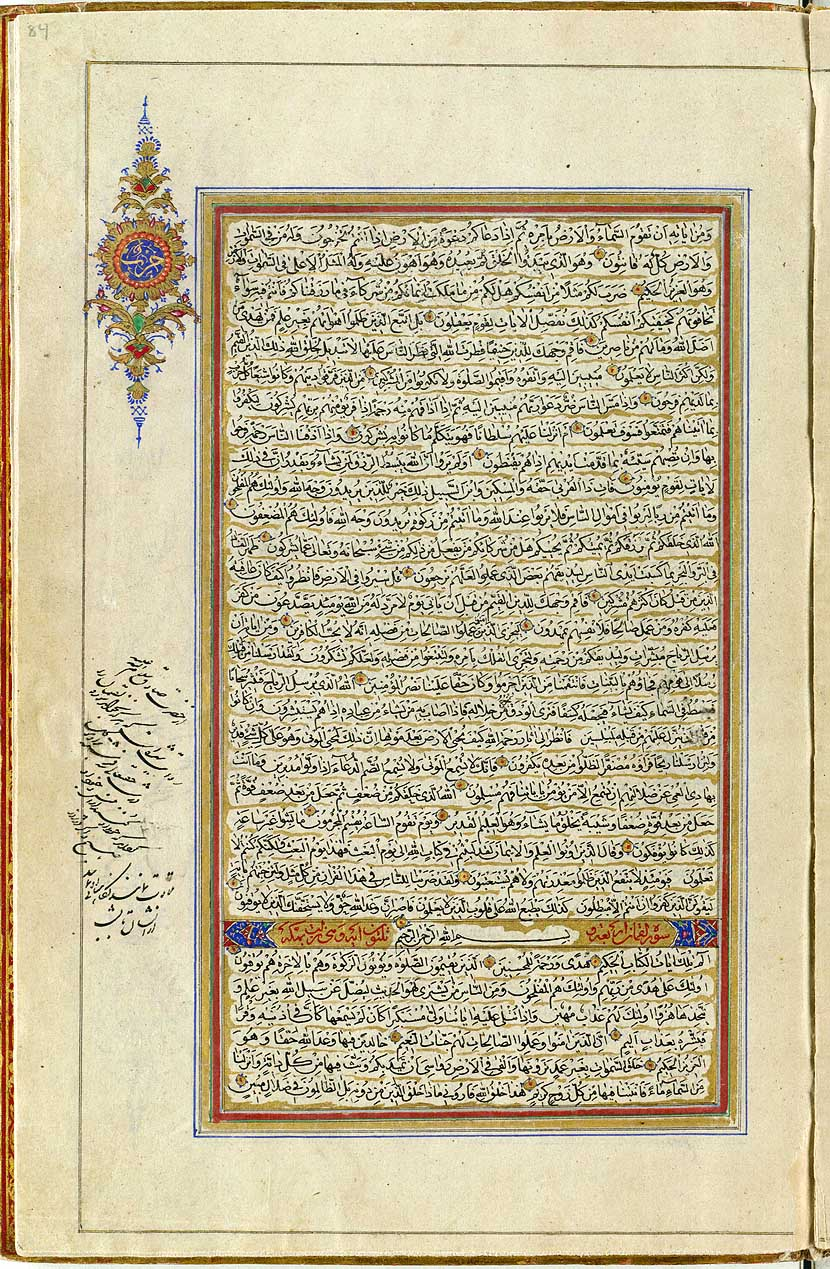